# Stenophylax clavatus
Stenophylax clavatus är en nattsländeart som först beskrevs av Martynov 1916.  Stenophylax clavatus ingår i släktet Stenophylax och familjen husmasknattsländor. Inga underarter finns listade i Catalogue of Life.